# Juan-Fernandezmeestiran
De Juan-Fernandezmeestiran (Anairetes fernandezianus) is een zangvogel uit de familie Tyrannidae (tirannen). Het is een bedreigde endemische vogelsoort op de Juan Fernández-archipel, een eilandengroep nabij zuidelijk Chili. Deze vogel werd in 1857 geldig beschreven door de Duits/Chileense natuuronderzoeker Rodolfo Amando Philippi geldig beschreven.

## Kenmerken
De vogel is 13 cm lang. Het is een opvallend gestreepte tiran (Amerikaanse vliegenvanger), van boven asgrijs, met een zwarte kop, gesierd met puntige, lange veren en met een lichte, zwaar gestreepte keel, borst en buik.

## Verspreiding en leefgebied
Deze soort is endemisch op Isla Robinson Crusoe van de Juan Fernández-archipel. Het is een vogel van bebost gebied, zowel in ongerept bos als aangeplant of sterk aangetast bos.

## Status
De Juan-Fernandezmeestiran heeft een klein verspreidingsgebied en daardoor is de vogel gevoelig voor uitsterven. De grootte van de populatie is in 2023 door BirdLife International geschat op 250-1550 volwassen individuen en dit aantal gaat achteruit door aantasting van de oorspronkelijke vegetatie door de introductie van geiten en runderen. Verder wordt de introductie van schadelijke exoten zoals de roodrugbuizerd, katten en ratten genoemd als schadelijke factoren. Om deze redenen staat deze soort als bedreigd op de Rode Lijst van de IUCN. Inmiddels wordt het natuurbeheer aangepast waarbij schadelijke exoten worden bestreden.